# Mânuitorii de zombi
Mânuitorii de zombi (1951) (titlu original The Puppet Masters) este un roman științifico-fantastic de Robert A. Heinlein în care agenți secreți americani se luptă cu invadatori sub formă de paraziți veniți din spațiul cosmic. Romanul a apărut inițial ca foileton în paginile revistei Galaxy Science Fiction (în numerele din septembrie, octombrie și noiembrie 1951).
Tematic, romanul evocă o anume paranoia surprinsă în filmul din 1956 Invasion of the Body Snatchers, care pornește de la o premisă similară. Cartea lui Heinlein trasează o analogie explicită între paraziții care controlează mintea umană și Rusia comunistă, reflectând A doua panică roșie din Statele Unite.

## Cadrul acțiunii
Acest roman reprezintă singura explorare de către Heinlein a temei SF a "invaziei extraterestre", pe care o abordează într-un mod diferit de celelate texte anterioare pe aceeași temă. El nu prezintă unghiul clasic al "omenirii neajutorate" început cu  Războiul lumilor și nici nu se folosește de vreuna dintre temele horror convenționale. Deși invadatorii sunt suficient de înspăimântători, atenția este fixată pe strădania extratereștrilor de a coordona invazia și pe eforturile omenirii de a o împiedica.
Acțiunea se petrece în secolul XXI (prima scenă are loc pe 12 iulie 2007), după un război nuclear între Uniunea Sovietică și Occident. Uniunea Sovietică și China au format un bloc unic controlat de Moscova, sovieticii ajungând să controleze și unele zone în care se vorbește limba kurdă.
Societatea a devenit mai liberală, iar armele laser și mașinile zburătoare au devenit un lucru comun. Au fost construite stații spațiale, iar pe Venus a fost stabilită o colonie. Tehnologia spațială este mai avansată decât prima decadă a secolului XXI în care trăim; de exemplu, spre satelitul Titan este trimisă o navă cu facilități pentru un echipaj numeros și suficient armament pentru a înfrunta o întreagă civilizație. Cu toate acestea, comunicațiile prin satelit nu sunt menționate, transmisiile posturilor de televiziune fiind limitate la capacitățile de la vremea scrierii romanului.
Acest element este de o importanță crucială pentru acțiune, deoarece o țară de dimensiunile Statelor Unite este divizată în numeroase "sectoare" care recepționează transmisiunile televizate din vecinătate și le retransmit mai departe. Când invadatorii cuceresc un asemenea "sector", ei ajung să controleze comunicațiile și să izoleze locuitorii zonei față de lumea exterioară, oprind imixtiunea guvernului central.
Cartea a fost scrisă pe vremea când valul presupuselor observări a farfuriilor zburătoare era în plin avânt și se afla în centrul preocupărilor mass-media americane. Nava invadatorilor este o "farfurie zburătoare.

## Intriga

"Sam" este un agent într-o organizație secretă guvernamentală care raportează doar Președintelui. Elmerge să investigheze presupusul loc al aterizării unui OZN în Grinnell, Iowa, unde au dispărut o serie de agenți, însoțit de șeful său, "Bătrânul", și de agenta "Mary", o roșcată răpitoare. Acolo descoperă că oamenii se află sub controlul unor moluște care s-au atașat pe spatele lor, sub ceafă, lucru care îi determină să îl alerteze pe Președinte
.
Sam primește misiune de a captura o moluscă vie, dar sfârșește prin a cădea sub controlul ei. Invazia capătă proporții, moluștele fiind expediate prin poștă către toate colțurile Statelor Unite pentru a recruta mai mulți oameni. Ele ajung să ocupe tot mai multe poziții cheie înainte ca Sam să fie eliberat de sub controlul moluștei. Dar, deși ideea îl îngrozește, el este nevoit să reintre voluntar sub controlul ei pentru a putea fi interogat de Bătrân, permițând astfel obținerea informațiilor necesare protejării Președintelui și salvării țării. Legat și atent supravegheat, Sam participă la experiment și află că moluștele provin de pe satelitul Titan al planetei Saturn.
Politicienii sunt convinși în sfârșit de pericol și adoptă o lege care obligă întreaga populație să umble dezbrăcată pentru a permite depistarea moluștelor. Între timp, acestea au trecut la un nou pas al invaziei: ele se divizează prin fisiune, dând naștere unor noi moluște care parazitează tot mai mulți oameni. În plus, pentru a asigura o răspândire mai rapidă, apelează la transportul oferit de animalele de companie ale oamenilor.
Retrași într-o cabană pentru a-și petrece luna de miere, Sam și Mary sunt la un pas de a deveni sclavii moluștelor și înțeleg că e nevoie de o acțiune rapidă, sau omenirea este sortită să piardă lupta. Sam începe să creadă că moluștele l-au marcat pentru reposedare, deoarece ele pot comunica prin "conferință directă" – gazdele lor stau spate în spate, permișând fuziunea parțială a moluștelor. Această tehnică permite o răspândire rapidă a informațiilor printre moluște, unii savanți opinând că ele sunt, de fapt, un organism împărțit în mai multe trupuri.
Explorând o nouă aterizare din Mississippi, Bătrânul descoperă trupuri omenești aflate în animație suspendată, iar descoperirea îi trezește lui Mary amintiri dureroase de pe vremea când trăia într-o comunitate de pe Venus. Accesându-i amintirile prin hipnoză, Bătrânul și Sam descoperă că populația venusiană a devenit în trecut victima moluștelor, de care a scăpat prin intermediul "febrei de nouă zile ". Deși fatală și pentru oameni, ea duce la moartea moluștei după doar patru zile, permițând salvarea gazdei în cele cinci zile rămase. Sam pune la punct un plan pe scară largă de infestare a oamenilor-sclavi cu virsului febrei, eveniment urmat de imunizarea gazdelor imediat după moartea moluștelor.
În timpul istovitoarei munci de imunizare a celor a căror moluște au decedat, Bătrânul ajunge sub controlul unei moluște și îl ia prizonier pe Sam. Având acești doi oameni care au fost creierul operațiunii de oprire a invaziei, moluștele au dobândit un atu important în câștigarea războiului. Totuși, Sam reușește să le dejoace planul și să îl salveze pe Bătrân de sub influența moluștelor. Finalul îl prezintă pe Sam îmbarcat pe nava pregătită să atace satelitul Titan, într-un contraatac menit să schimbe soarta războiului.

## Personaje principale
- Sam, născut Elihu Nivens, este eroul clasic al lui Heinlein, talentat în mai multe domenii, independent, loial prietenilor și un adversar redutabil.

- Mary, născută Allucquere într-o religie comună pe Venus, este eroina clasică a lui Heinlein, înaltă, roșcată și sclipitoare. Doar Bătrânul cunoaște cicatricile psihologice rămase din copilăria ei.

- The Old Man, născut Andrew Nivens, este capul unei agenții guvernamentale secrete și reprezintă al treilea gen de personaj preferat al lui Heinlein: bătrânul înțelept și morocănos. El este primul dintr-o listă care îi mai cuprinde pe Jubal Harshaw, Profesorul Bernardo de la Paz, Sebastian Bach Smith și Lazarus Long.

## Versiune alternativă
Versiunea inițială a romanului lui Heinlein conținea 96.000 de cuvinte, fiind scurtată la 60.000 de cuvinte atât în volumul publicat în 1951, cât și în versiunea serializată în Galaxy. Pentru această din urmă versiune, editorul H.L. Gold a operat modificări semnificative, cărora Heinlein li s-a opus cu îndârjire, fără un succes prea mare.
În 1990, la doi ani după moartea lui Heinlein, văduva lui, Virginia Heinlein, a aprobat publicarea unei versiuni extinse care conținea materialul exclus din versiunea publicată inițial. Tăieturile au fost făcute pentru că romanul era prea lung și controversat pentru piața anului 1951. De exemplul în versiunea completă, cartea începe cu Sam trezindu-se alături de o blondă pe care o agățase în seara precedentă – episod eliminat complet în versiunea din 1951. Aceasta prezintă pierderea apetitului sexual de către oamenii controlați de moluște, dar în versiunea scrisă inițial de Heinlein și publicată în 1990 se relatează despre descoperirea sexualității umane de către "păpușari " și de folosirea ei în orgii transmise în direct de televiziunile din zonele controlate de ei.

## Opinii critice
Boucher și McComas au caracterizat romanul ca "o incredibil de incitantă melodramă a intrigii ", subliniind că Heinlein a demonstrat "nu doar virtuozitatea sa de a apela la logica clară, detaliile extrem de atent prezentate și talentul expunerii indirecte ", dar și virtuți neașteptate de genul "ușurinței utilizării mijloacelor suspansului [și] o ingeniozitate deosebită în creionarea intrigii ". P. Schuyler Miller, remarcând că "momentele cheie [ale romanului] par a fi relatate telegrafic ", a sugerat că Heinlein a prezentat situațiile din fundal așa de eficient, încât a permis cititorilor să rezolve misterul înaintea personajelor sale. În coloana sa de "Cărți" din F&SF, Damon Knight a ales romanul printre cele mai bune cărți SF ale anilor ’50.

## Adaptări și ecranizări
- The Brain Eaters, film din 1958 regizat de Bruno VeSota
- The Puppet Masters, film din 1994
- The Faculty, film din 1998 regizat de Robert Rodriguez după un scenariu Kevin Williamson. În acest film elevii și angajații unui liceu sunt controlați de paraziți extratereștrii.
- Invazia jefuitorilor de trupuri, film din 1956 care este bazat în general pe romanul lui Jack Finney din 1955

### Episoade TV influențate vag de acest roman
- episodul The Invisibles (1964) din La limita imposibilului
- Operation: Annihilate! (1967) ultimul episod din Star Trek: Seria originală - Enterprise ajunge pe planeta Deneva care a fost infestată în întregime de creaturi extraterestre asemănătoare cu o amibă, care au atacat și au ucis o mare parte a populației umane
- Coming of Age și Conspiracy din Star Trek: Generația următoare - Extratereștrii dintr-un sector îndepărtat invadează corpurile unor amirali cu funcții mari în Flota Stelară și se pregătesc să cucerească Pământul